# Libor Machala
Libor Machala (* 7. června 1970) je český spisovatel sci-fi a fantasy. Je především autorem povídek, první samostatná kniha mu vyšla roku 2015.

## Dílo
- Spoutané emoce (2012), povídka obsažená v knize Jana Hlávky Zpěv lamie (druhý svazek série Agent X-Hawk).
- Kriminálník (2013), povídka obsažená v knize Zbyňka Kučery Holuba Přežít (30. svazek série Agent John Francis Kovář).
- Nezvěstný v boji (2014), povídka obsažená v antologii Soumrak světů (33. svazek série Agent John Francis Kovář).
- Vlci severu, Nakladatelství Triton, Praha 2015, sci-fi román, 35. svazek série Agent John Francis Kovář.
- Smrt v záři neonů, Nakladatelství Triton, Praha 2017, sci-fi román, 39. svazek série Agent John Francis Kovář.
- Agent s cejchem smrti, Nakladatelství Triton, Praha 2021, sci-fi román, 4. svazek série Agent X-Hawk